# Vexatorella obtusata
Vexatorella obtusata är en tvåhjärtbladig växtart. Vexatorella obtusata ingår i släktet Vexatorella och familjen Proteaceae.

## Underarter
Arten delas in i följande underarter:
- V. o. albomontana
- V. o. obtusata